# Хасан II
Крал Мулай Хасан Алауи ІІ, или само Крал Хасан ІІ на арабски: الحسن الثاني е крал на Мароко от 3 март 1961 г. до неговата смърт на 23 юли 1999 г.
Баща е на 5 деца, включително на настоящия държавен глава на страната крал Мохаммед VI и на принц Мулай Рашид.